# Жан-Батіст Жірар
Жан-Батіст Жирар (фр. Jean-Baptiste Girard ; 1775—1815) — французький полководець, дивізійний генерал (1809), барон (1808), пер Франції (1815), учасник революційних та наполеонівських воєн. Ім'я генерала вибито на Тріумфальній арці в Парижі.

## Біографія
Жан-Батист Жирар народився 21 лютого 1775 року в Провансі у містечку Опс. У родині Жана-Франсуа Жирара та його дружини Франсуази-Маргарити Шавен.
27 вересня 1793 вступив добровольцем в 1-й батальйон округу Баржо. 22 березня 1794 року батальйон влився до лав 46-ї напівбригади лінійної піхоти. Воював у лавах Італійської армії. 15 вересня 1797 став ад'ютантом генерала Монньє. 5 листопада 1797 року за наказом Бонапарта очолив роту у 85-й напівбригаді. Був поранений у битві на Бренті.
З 8 травня 1800 року служив у Резервній армії. Відзначився при Маренго. 20 вересня 1804 був призначений начальником штабу 1-го військового округу в Парижі.
1 вересня 1805 року увійшов до штабу резервної кавалерії принца Мюрата у Великій Армії. З грудня 1805 року — заступник начальника штабу резервної кавалерії. Блискуче провів кампанії 1805 і 1806 років, відзначився при Аустерліці та Єні. За відзнаки був підвищений 13 листопада 1806 в бригадні генерали, і 31 грудня зарахований до складу 8-го армійського корпусу.
1 квітня 1807 року очолив 3-ю бригаду піхотної дивізії генерала Сюше 5-го армійського корпусу.
У вересні 1808 з дивізією був перекинутий на Піренейський півострів. Кілька років провів в Іспанії, де брав участь у важких умовах, брав участь в облозі укріплених міст, як-от Бадахос, був підвищений до дивізійного генерала. У 1811 році дивізія Жірара, що діяла самостійно, була розбита англійцями та їх місцевими союзниками під керівництвом генерала Хілла біля містечка Арройо дос Молінос.
Відкликаний до участі у Російському поході 1812 року, де 4 травня 1812 року стає командиром 28-й (польської) дивізії IX корпусу маршала Віктора Великої Армії, отримав поранення на Беризині.
Воював у 1813 році в Саксонії (див. Битва при Хагельберзі), при Лютцені був поранений кілька разів, але повернувся в дію і незабаром знову поранений. Був блокований з військами в цитаделі Магдебурга, і брав участь у його обороні до отримання звісток падіння Парижа.

## Сто днів
Коли Наполеон повернувся в 1815 році із заслання, Жирар підтримав його беззастережно, ще до того, як імператор увійшов до Парижа. Зроблений пером Франції. При формуванні армії очолив піхотну дивізію у корпусі генерала Рея. У битві при Ліньї 16 червня 1815 року він у парадному мундирі перебував зі своєю дивізією в гущавині бою і був смертельно поранений, коли очолював атаку на селище Сент-Аман. Генерала відвезли до Парижа, де незабаром помер.

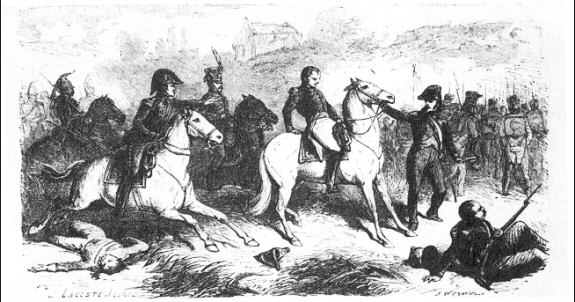
Загибель генерала Жірара

21 червня 1815 року Наполеон присвоїв генералу титул герцога Ліньї, ввівши його в коло вищих сановників імперії, проте правомірність цього була оскаржена, зокрема тому, що Битва при Ватерлоо була вже програна та імперії залишалися лічені дні.
Генерал Жирар був багаторазово поранений у боях, вирізнявся непохитною відданістю імператору. Наполеон у засланні на Святій Олені говорив про Жирара, як про «одного з найхоробріших солдатів французької імперії, в якому горів священний вогонь». Імператор на знак вдячності заповів спадкоємцям генерала 100 000 франків.
Ім'я генерала вибито на північній стіні паризької Тріумфальної Арки.
Похований на кладовищі Пер-Лашез, могила не зберіглась.

## Військові звання
- Розпочав службу 6 вандембєру II року (27 вересня 1793)
- Квартирмейстер-скарбничий (2 жовтня 1793)
- Ад'ютант генерала Монньє (18 серпня 1794)
- Молодший лейтенант (16 березня 1796);
- Лейтенант (23 травня 1797);
- Капітан (5 листопада 1797);
- Командир батальйону (18 січня 1799);
- Полковник штабу (16 листопада 1799, затверджений 28 березня 1800);
- Бригадний генерал (13 листопада 1806);
- Командир 3-ї бригади 1-й піхотної дивізії V корпусу (1 квітня 1807)
- Дивізійний генерал (20 вересня 1809, затверджений 17 грудня 1809)
- Командир 10-й піхотної дивізії I Наглядового корпусу Рейна (5 березня 1813)

Герб барона.

- Барон Жирар та Імперії (фр. baron Girard et de l'Empire ; декрет від 19 березня 1808, патент підтверджений 26 жовтня 1808);
- Герцог Ліньї та Імперії (фр. duc de Ligny et de l'Empire ; декрет від 16 червня 1815, патент не підтверджений 26)[4].

 Легионер ордена Почётного легиона (11 декабря 1803 года)
 Офицер ордена Почётного легиона (14 июня 1804 года)
 Коммандан ордена Почётного легиона (25 декабря 1805 года)
 Великий офицер ордена Почётного легиона (20 мая 1811 года)
 Большой Крест ордена Воссоединения (3 апреля 1813 года)
 Командор ордена Железной короны
 Кавалер военного ордена Святого Людовика (19 июля 1814 года)